# 松山運転所
松山運転所（まつやまうんてんしょ）は愛媛県伊予市にある四国旅客鉄道（JR四国）の車両基地である。

## 概要

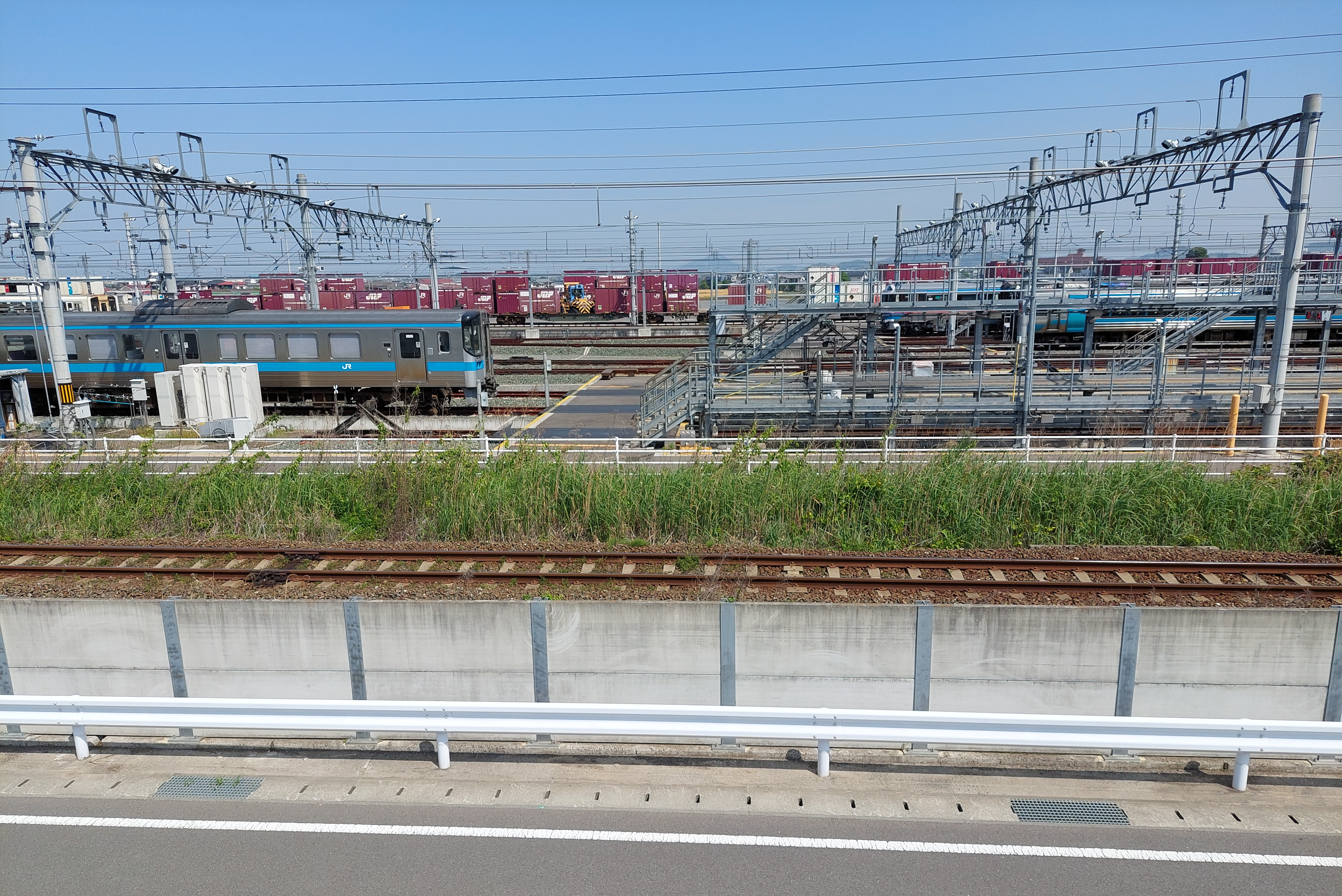
JR南伊予駅前ふれあい広場の展望台からの眺め（2025年5月14日）

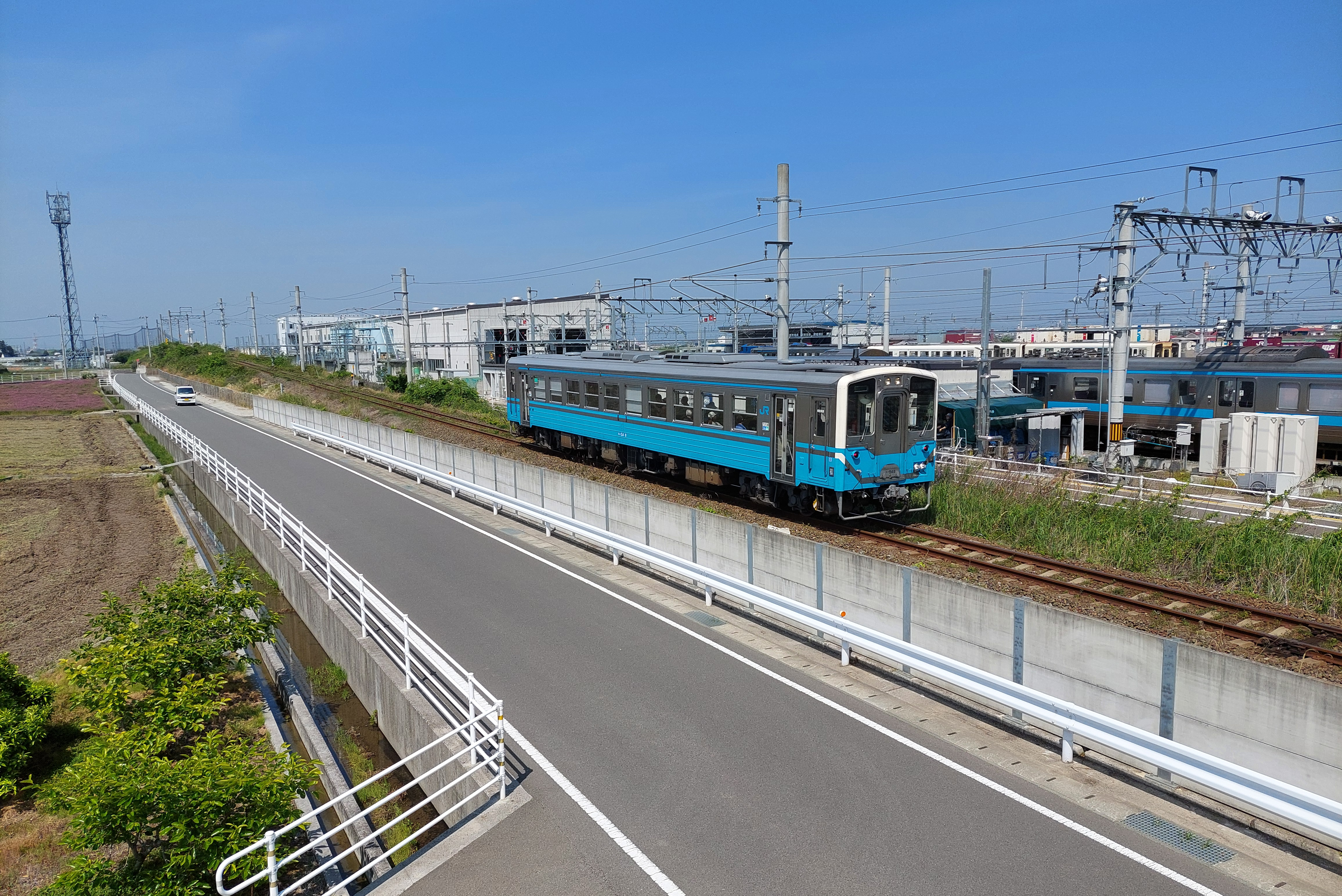
JR南伊予駅前ふれあい広場の展望台からの眺め（2025年5月14日）

予讃線北伊予 - 伊予横田間に新設された南伊予駅に隣接する。
車両のほか、運転士・車掌も所属している。
かつては松山駅に併設していたが、予讃線では同駅周辺における高架化事業が進んでおり、予讃線北伊予 - 伊予横田間に移転した。松山駅の高架化事業は2009年（平成21年）3月に事業着手（都市計画事業認可）し、2015年（平成27年）までに駅の高架化が完了すると発表されていたが、当初計画より遅れて、2024年（令和6年）9月29日に完成した。

## 配置車両
2023年（令和5年）4月1日現在の所属車両は以下のとおり。なお、所属表記は国鉄形車両が 「四マツ」（四＝JR四国、マツ＝松山の電報略号）、JR型気動車が「松」（＝松山）である。電車には表記が存在しない。
2016年（平成28年）3月以降、当所所属の普通列車用の車両はトイレを備えた車両が1両もない。
| 電車 | 気動車 | 機関車 | 客車 | 貨車 | 合計  |
| ---- | ------ | ------ | ---- | ---- | ----- |
| 82両 | 56両   | 0両    | 0両  | 1両  | 139両 |

### 電車
8000系電車
5両編成6本 (L1 - 6) ・3両編成5本 (S2 - 6) の計45両が配置され、このうち、L3編成・S3編成はアンパンマン列車として車体外装および車内天井にラッピングが施されている。
L編成，S編成各1本を予備車とし、 特急「しおかぜ」、「いしづち（伊予西条駅を始発とする「モーニングEXP（エクスプレス）高松」を含む）」で運用される。
S編成は2011年（平成23年）3月から中間車1両（8300形）を抜いた2両編成での運用も可能なように8号車（8500形）のパンタグラフ撤去等の小改造が施されている。
8600系電車
3両編成3本 (E1 - 3) ，2両編成4本 (E11  - 14) の計17両が配置され、松山駅側から3両＋2両＋2両の7両編成2本を組成して平常時は7両編成「しおかぜ」＋「いしづち」の4往復すべて、早朝・深夜は2+2で4両編成「いしづち102・103号」、3両編成が「いしづち106号」と「モーニングEXP松山」で運用される。
予備車のない2両編成については、検査時は3両＋2両＋3両の8両編成で運転し、昼間のすべての電車特急を8両編成で運転する多客時は7両編成2本のうち1本は3両＋3両＋2両の8両編成に、もう1本は8000系8両編成に車両を変更しての運転となる（このとき余った2両編成は高松駅－宇多津駅・多度津駅のみ運転の「いしづち」に充当）。
7000系電車
7000形14両 (7001 - 7014) ・7100形6両 (7101 - 7106) の計20両が配置されている。
7000形が両運転台、7100形が片運転台である。予讃線（高松 - 伊予市間）・土讃線（多度津 - 琴平間）で運用される。

### 気動車
2000系気動車（改良型のN2000系気動車を含む）
2100形2両(2105,2117)・2150形2両 (2151,2152)・2400形6両 (2424 - 2429)・2450形6両 (2458 - 2463)・2500形4両 (2520 - 2523) の計20両が配置されており、特急「宇和海」で運用されている。このうち2117, 2152の2両「アンパンマン列車」と2105「サイクルルームつき車両」は特定の列車に限って充当される。
2018年3月17日付で、N2000系の3両が高松運転所から転入、松山には初の配置となった。
2019年（令和元年）9月に、 2107, 2204の2両は多度津工場へ回送され、同月30日付で廃車された。2019年12月31日付で2003も廃車されている。
2019年9月に、2214, 2215の2両は高知運転所へ転出、2110，2114の2両が高知運転所から転入、N2000系3両（2425，2461，2522）が高松運転所から転入した。
2020年度は2106, 2110，2115，2116，2208，2216の6両が廃車され、2156，2157の2両が高知運転所へ転出するとともに、N2000系10両（2424，2427 - 2429，2458，2459，2462，2463，2520，2521）が高松運転所から転入した。これによりN2000系はすべて当所配置となった。
2021年8月に2114, 2119の2両が廃車された。
なお、大型連休を含む繁忙期には高知運転所への貸出を行い、「あしずり」・「しまんと」の運用に入ることもある。
キハ185系気動車（「伊予灘ものがたり」車両を含む）
高松運転所に所属していた車両を普通列車仕様に改造した3100番台6両 (3103, 3105 - 3107, 3109, 3110) と「伊予灘ものがたり」仕様のキロ185形2両、キロ186形1両の計9両が配置されている。
普通列車用は2両編成でユニットを組んで予讃線（松山 - 宇和島間）・内子線で運用される（通常は2本使用、1本予備で運用）。トイレ付きの3000番台2両もかつて配置されていたが、2006年の特急「むろと」の増発のため2両とも座席を8000系電車の旧座席に交換のうえ高松運転所に戻されている。また当初から所属していた3102は、のちに「四国まんなか千年ものがたり」向けにキロ185-1003へ再改造されて同じく高松運転所に再配置されている。
「伊予灘ものがたり」の車両置き換えにも本系列が充てられ、2022年2月21日付で松山運転所所属車両から3113がキロ185-1401へ改造されたほか、高松運転所所属車両から2両が改造されてキロ186-1402、キロ185-1403として新たに所属している。
キハ54形気動車
0番台12両全車 (1 - 12) が配置されている。なお、新製配置もすべて松山運転所（旧：松山気動車区）で、1990年（平成2年）11月21日の予讃線伊予市 - 伊予北条間の電化開業により全車が高知運転所に転属して以来、数回に分けて松山運転所への再配置を経て、約25年ぶりに全車が再度松山運転所に集結した。
予讃線（松山 - 宇和島間）・内子線・予土線の普通列車で運用される。
キハ32形気動車
16両 (1 - 14,17,21) が配置されている。
このうちキハ32 11は2009年9月の車両運用変更、同12は2013年（平成25年）3月改正での所要増、同13 - 15は2016年3月改正でのキハ47形からの車両変更に対するいずれも高知運転所からの転属車である。
1両を予備車とし、キハ54形と同様に運用される。ただし、予讃線の八幡浜 - 宇和島間では単独運転だと登坂時のスリップで列車の正常な運行に頻繁に支障をきたしたことから、現在はキハ54形との連結によって運転されている。
キハ32 1の前面下部には、試験的にパイプ状の排障器が取り付けられており、のちに全車両にその改良型のものが取り付けられている。

### 貨車
トラ45000形貨車
1両（トラ152462）が配置されている。「しまんトロッコ」（2012年度までは「清流しまんと号」）などのトロッコ列車で運用されている。

### 過去の配置車両

#### 気動車
キハ58形・キハ65形気動車
アスベスト問題を抱え、なおかつ老朽化が進んでいたことから、2008年（平成20年）10月15日をもって定期運用を終了し、同年度で全車廃車となった。なお、キハ65の国鉄急行色車両については、2008年11月23日から2009年1月3日まで四国鉄道文化館で展示・公開されており、2014年（平成26年）7月20日に開設された南館に保存された。
キハ47形気動車
2016年3月ダイヤ改正で0番台車の4両は徳島運転所へ転属（集約）、1両残っていた1000番台車は廃車。
その後も2022年6月30日まで臨時の観光列車「伊予灘ものがたり」の専用車としてキロ47の2両（1401, 1402）が配置されていた。
全車両が製造当時の原型エンジンのため馬力不足で、かつ急勾配の走行が困難なことから、予讃線・内子線の松山駅 － 八幡浜駅間のみで運用されていた。

#### 蒸気機関車
500形 -（在籍1931年）
1150形 -（在籍1931年）
6760形 -（在籍1931年 - 1941年）
B50形 -（在籍1931年）
1000形 -（在籍1933年 - 1935年）
C11形 -（在籍1935年 - 1941年）
C12形 -（在籍1937年 - 1943年）
8620形 -（在籍1941年 - 1943年、1949年 - 1965年）
C58形 -（在籍1951年 - 1965年）
- 「国鉄動力車配置表』1931年より1965年までの1945年、1947年を除く隔年分から『世界の鉄道』1967年、朝日新聞社

#### ディーゼル機関車
DD13形 -（在籍1965年 - 1969年）
DE10形 -（在籍1967年 - 1969年）
- 「国鉄動力車配置表』1931年より1969年までの1945年を除く隔年分から『世界の鉄道』1970年、朝日新聞社

## 歴史

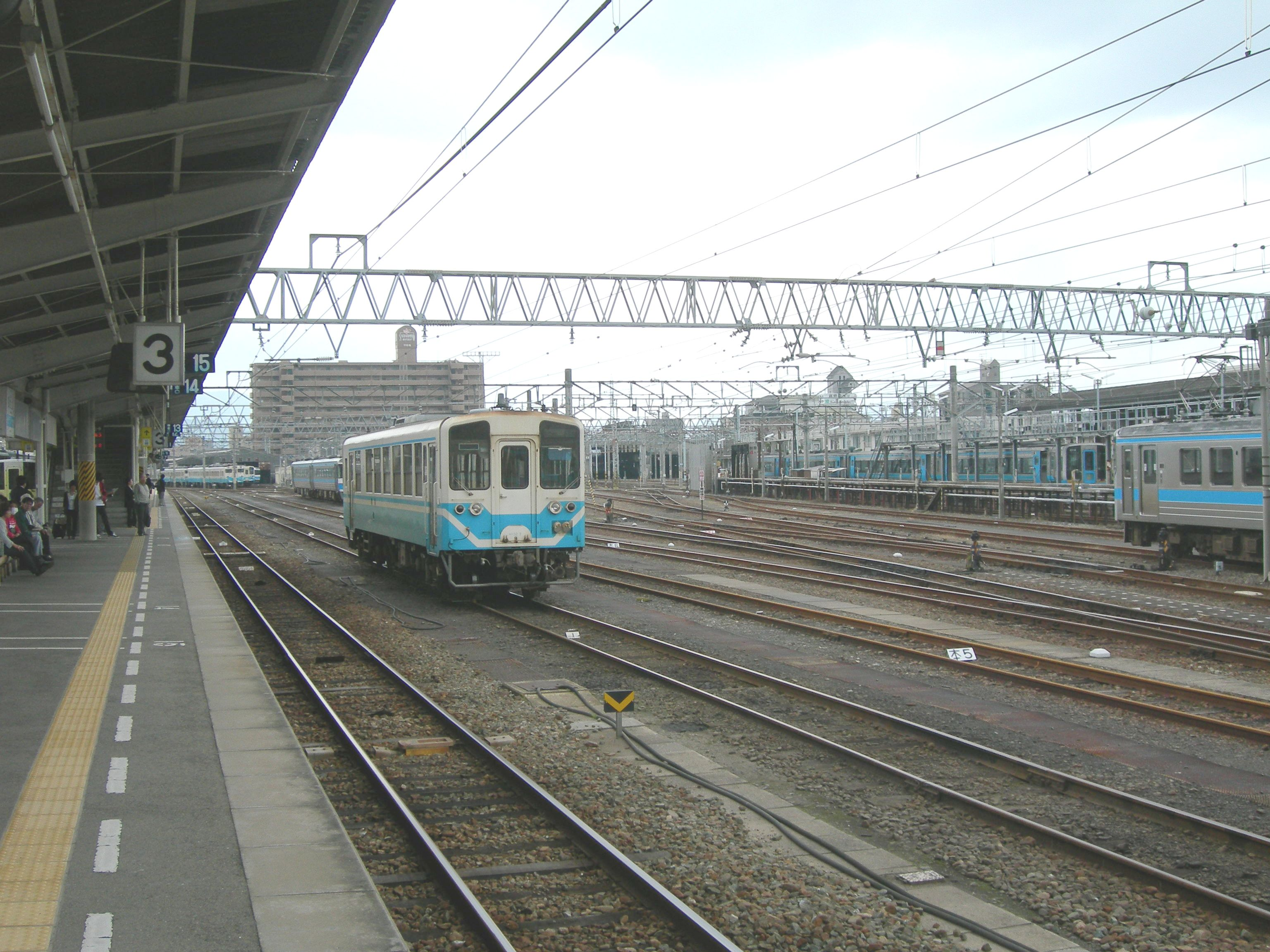
松山駅併設時代の松山運転所
（写真奥、2010年5月25日）

- 1927年（昭和02年）4月 - 松山機関庫として開設。
- 1936年（昭和11年）9月 - 松山機関区と改称[9]。
- 1946年（昭和21年）7月 - 松山検車区（のちに客貨車区）が置かれる[9]。
- 1948年（昭和23年）8月5日 - 政令201号に反対する職員による乗務拒否が発生[10]。
- 1961年（昭和36年）1月 - 松山機関区と松山客貨車区の統合により松山気動車区が発足[9]。
- 1987年（昭和62年）4月1日 - 国鉄分割民営化により、四国旅客鉄道に移管。
- 1989年（平成元年）4月1日 - 松山車掌区との統合により松山運転所が発足[9]。
- 1990年（平成2年）11月 - 2000系気動車を配置[9]。
- 1993年（平成5年）3月 - 8000系電車を配置[9]。
- 2020年（令和2年）3月14日 - 南伊予駅付近に移転。